# Ferdinand Karel van Tirol
Ferdinand Karel van Tirol (Innsbruck, 17 mei 1628 – Kaltern, 30 december 1662) was van 1632 tot aan zijn dood aartshertog van Voor-Oostenrijk en Tirol. Hij behoorde tot het huis Habsburg.

## Levensloop
Ferdinand Karel was de oudste zoon van aartshertog Leopold V van Tirol uit diens huwelijk met Claudia de' Medici, dochter van Ferdinando I de' Medici, groothertog van Toscane, en een neef van keizer Ferdinand II van het Heilige Roomse Rijk.
Na de dood van zijn vader in 1632 werd hij aartshertog van Voor-Oostenrijk en Tirol, wegens zijn minderjarigheid tot in 1646 onder het regentschap van zijn moeder. Ferdinand Karel regeerde als een absolute vorst, riep na 1648 geen landdag meer samen en liet zijn kanselier Wilhelm Biener na een geheim proces in 1651 onwettig executeren.
Om zijn losbandige levensstijl te financieren verkocht en verpandde hij goederen en rechten. Zo verspilde hij bijvoorbeeld de enorme compensaties die Frankrijk na de Dertigjarige Oorlog aan de Tirolse Habsburgers had moeten betalen voor het definitieve verlies van hun gebieden ter linkerzijde van de Rijn. Onder zijn bewind werd in 1652 ook de definitieve staatsrechtelijke grens met het kanton Graubünden vastgelegd.
Aan zijn hof in Innsbruck promootte hij de Italiaanse opera, die in zijn tijd aan Europese beduiding begon te winnen. Zo stelde hij componist Antonio Cesti te werk als koorleider aan zijn hof.
Ferdinand Karel van Tirol stierf in december 1662 op 34-jarige leeftijd. Zijn domeinen werden geërfd door zijn broer Sigismund Frans.

## Huwelijken en nakomelingen
Op 10 juni 1648 huwde hij met zijn nicht Anna de' Medici (1616-1676), dochter van zijn oom langs moeders kant Cosimo II de' Medici. Ze kregen drie dochters:
- Claudia Felicitas (1653-1676), huwde in 1673 met keizer Leopold I van het Heilige Roomse Rijk
- een doodgeboren dochter (1654)
- Maria Magdalena (1656-1669)